# Fırat Aydınus
Fırat Aydınus (Istanbul, 25 ottobre 1973) è un arbitro di calcio turco.

## Carriera
Arbitro dal 1993, in campo nazionale dirige nella massima serie turca dal 2003. Da allora ad oggi ha diretto oltre 130 partite, tra cui anche molti tra i derby più sentiti, tra Galatasaray, Beşiktaş e Fenerbahçe.
Nell'agosto del 2007 ha inoltre diretto la finale della Supercoppa turca.
Il 1º gennaio 2006 riceve la nomina FIFA ad internazionale. Comincia dunque ad ottenere designazioni per turni preliminari dell'allora Coppa UEFA, l'attuale Europa League.
Nel 2009 fa il suo esordio in una partita tra nazionali maggiori, dirigendo Lettonia-Lussemburgo, terminata 2-0 e valida per le qualificazioni ai Mondiali del 2010. Nello stesso anno, prende parte ai Giochi del Mediterraneo, disputatisi in Italia. In questa occasione dirige due partite valide per il torneo di calcio.
Nel settembre 2011 fa il suo esordio nella fase a gironi dell'Europa League e nel dicembre 2011 è promosso dalla UEFA nella Categoria Elite Development, la seconda in assoluto.
Nel settembre 2012 arriva per lui anche l'esordio nella fase a gironi della Champions League: l'UEFA lo designa per una partita della prima giornata, tra Bayern Monaco e Valencia.
Assieme al collega e connazionale Cüneyt Çakır è uno dei pochi arbitri professionisti a tempo pieno: pur avendo infatti ottenuto la laurea in geologia presso l'Università di Istanbul, attualmente si dedica solo all'arbitraggio.
Dal 1º gennaio 2015 non figura più sulla lista degli arbitri internazionali.